# Elias Cornelius Boudinot

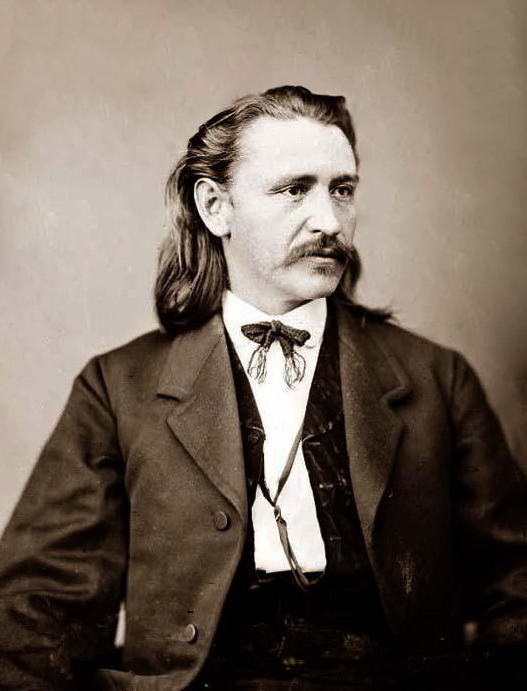
Elias Cornelius Boudinot

Elias Cornelius Boudinot (* 1. August 1835 bei Rome, Georgia; † 27. September 1890 in Fort Smith, Arkansas) war ein US-amerikanischer Jurist und Politiker (Demokratische Partei). Ferner diente er als Offizier in der Konföderiertenarmee.

## Frühe Jahre
Elias Cornelius Boudinot, Sohn von Harriet R. Gold (1805–1836) und Elias Boudinot (1802–1839), einem Cherokee-Anführer, wurde im Floyd County geboren. Seine Mutter gehörte einer prominenten Familie aus Cornwall (Connecticut) an, welche englischer Abstammung war. Seine Eltern trafen sich, als sein Vater dort eine Indianerschule besuchte. Von 1828 bis 1832 war sein Vater der Herausgeber der Cherokee Phoenix, der ersten indianischen Zeitung. Er veröffentlichte sowohl Artikel in englischer als auch in Cherokee-Sprache. Dafür verwendete er die Silbenschrift, welche Sequoyah (1770–1840) entwickelte. Die Zeitung wurde sowohl in den Vereinigten Staaten als auch international vertrieben.
Seine Eltern benannten ihn nach dem Missionar Elias Cornelius (1794–1832), der es seinem Vater ermöglicht hatte die Foreign Mission School zu besuchen. Elias war das fünfte von sechs Kindern. In seinem Geburtsjahr unterzeichnete sein Vater mit anderen Cherokee-Anführern den Vertrag von New Echota, in dem der Rest des Cherokee-Landes im Südosten im Gegenzug für die Umsiedlung in das Indianer-Territorium westlich des Mississippi Rivers abgetreten wurde. Seine Mutter Harriet verstarb 1836, mehrere Monate nach der Geburt des siebten Kindes, welches Tod auf die Welt kam. Die Familie zog in das Indianer-Territorium noch vor der erzwungenen Umsiedlung im Jahr 1838. Sein Vater und drei andere Cherokee-Anführer wurden 1839 als Vergeltung für die Abtretung ihrer Stammeslandes im Vertrag von New Echota ermordet. Sein Onkel Stand Watie (1806–1871) überlebte den Anschlag. Zu ihrer Sicherheit wurden Elias und seine Geschwister zu der Familie ihrer Mutter in Connecticut gebracht, wo sie alle eine gute Ausbildung erhielten. In seiner Jugend studierte Boudinot Ingenieurwesen in Manchester (Vermont).

## Beruflicher Werdegang
Im Alter von 18. Jahren, 1851, kehrte er nach Westen zurück, wo er für eine kurze Zeit an einer Schule unterrichtete. 1853 zog er nach Arkansas und ließ sich in Fayetteville (Washington County) nieder. Dort erneuerte er den Kontakt zu seinem Onkel Watie und den anderen ansässigen Cherokee. In der Folgezeit studierte er Jura und erhielt 1856 seine Zulassung als Anwalt. Seinen ersten bedeutenden Sieg als Anwalt errang er, als er seinen Onkel Watie verteidigte, der wegen Mordes angeklagt wurde. Watie hatte James Foreman getötet, einen der Angreifer von Major Ridge (1771–1839), Waties Onkel, der zusammen mit seinem Sohn John Ridge (1802–1839) und Bruder Elias Boudinot ermordet wurde. Watie hatte den Angriff überlebt. Boudinot wollte durch den Fall seine Familienbekanntheit unter den Cherokee wiederbeleben.
Als ein aktiver Befürworter der Sklaverei in Arkansas trat er der Demokratischen Partei bei. 1859 wurde er in den Stadtrat von Fayetteville gewählt. Im selben Jahr gründete er zusammen mit James Pettigrew eine Pro-Sklaverei-Zeitung, The Arkansan, und befürwortete Eisenbahnlinien im Indianer-Territorium, wobei einige der Indianern dagegen waren. Boudinot drängte das Territorium seinen Status mit den Vereinigten Staaten zu regeln und unterstützte später die erforderlichen Maßnahmen, um Oklahoma als ein Staat anzuerkennen. Im Folgejahr wurde er zum Vorsitzenden im Arkansas Democratic State Central Committee gewählt und überwachte in seiner neuen Funktion die zunehmenden Spannungen im Land. 1861 nahm er als Delegierter an der Sezessionsversammlung von Arkansas teil. Das Territorium entschloss sich dort, die Union zu verlassen. Boudinot wurde 1863 als Delegierter in den ersten Konföderiertenkongress gewählt, wo er die Cherokeemehrheit vertrat, welche die Konföderierten Staaten unterstützte. Eine Minderheit unterstützte die Union. Während des Bürgerkrieges kämpfte er unter seinem Onkel Watie in der Konföderiertenarmee. Er erhielt ein Offizierspatent und stieg während dieser Zeit zum Lieutenant Colonel auf. Nach dem Ende des Krieges war Boudinot Vorsitzende der Cherokee Delegation (Süden) in der Southern Treaty Commission, welche die Verträge mit den Vereinigten Staaten neu aushandelte.
Boudinot und sein Onkel Watie eröffneten 1868 eine eigne Tabakfabrik. Sie beabsichtigten die steuerliche Befreiung zu nutzen, welche 1866 zwischen den Cherokee und den Vereinigten Staaten vereinbart wurde. Da die Mehrheit der Cherokee die Konföderation unterstützte, verlangten die Vereinigten Staaten damals, dass ein neuer Friedensvertrag abgeschlossen werden musste. Eine ihrer Bedingungen war es, dass die Cherokee ihre Sklaven freilassen und dass denjenigen, welche sich entschieden im Indianer-Territorium zu verbleiben, die volle Staatsbürgerschaft gegeben würde. Die Cherokee hatten bei ihrer Umsiedlung nach Westen viele Sklaven mitgenommen. Entgegen dem Vertrag von 1866 betreffend der steuerlichen Befreiungen beschlagnahmten Bundesbeamte die Fabrik wegen nichtgezahlten Steuern. 1871 urteilte das United States Supreme Court gegen Boudinot und Watie. Als Begründung wurde aufgeführt, dass der US-Kongress die in dem geschlossenen Vertrag vereinbarten Garantien außer Kraft setzen könnte und dass die von 1866 nicht erneuert oder vorgesehen für vorausgegangene Steuerbefreiungen waren.
Boudinot blieb nach dem Krieg weiterhin in der Politik und Gesellschaft im Indianer-Territorium tätig. Er spielte beim Eisenbahnbau eine wichtige Rolle. Mit der Verabschiedung des Dawes Acts, bei der er mithalf, wurde das bisherige Indianer-Territorium für die weiße Besiedlung geöffnet. Jedem einzelnen Haushalt der Stammesmitglieder wurde Gemeindeland zugeteilt. Die Bundesregierung erklärte, dass das verbleibende Land zum Überschuss und erlaubte den Verkauf an Nicht-Indianer. Boudinot gründete die Stadt Downingville, die später zu Vinita umbenannt wurde. Er setzte sich auch für die Freigabe des an kein bestimmtes Indianervolk vergebenen Teil des Indianerterritoriums ein, der Name Unassigned Lands wird auf ihn zurückgeführt.
Er zog nach Washington, D.C. Zu seinen Tätigkeiten gehörte dort die Lobbyarbeit für die Eisenbahnen. Ein Gesetzesentwurf, welcher 1873 durch den US-Kongress verabschiedet wurde, hätte Boudinot finanzielle Vergünstigungen gewährt. Allerdings legte US-Präsident Ulysses S. Grant (1822–1885) dagegen ein Veto ein. Anfang 1874 war Boudinot als Privatsekretär des Kongressabgeordneten Thomas M. Gunter (1826–1904) aus Arkansas tätig. Er wurde in einige bezahlte Committee Clerkships berufen. Nachdem Gunter den US-Kongress verlassen hatte, wurde Boudinot der Sekretär des US-Senators James D. Walker (1830–1906) aus Arkansas. 1885 versuchte er die Ernennung zum Commissioner of Indian Affairs zu erlangen. Trotz der Unterstützung der Politiker aus Arkansas erlitt er eine Niederlage.
Boudinot heiratete 1885 Clara Minear. Die Ehe blieb kinderlos. Nach ihrer Eheschließung zog das Paar nach Fort Smith (Arkansas), wo sie den Rest ihres Lebens verbrachten. Er praktizierte dort als Anwalt mit dem Politiker Robert Ward Johnson (1818–1879), der vor dem Bürgerkrieg in beide Kongresshäusern saß. In Belangen des Indianer-Territoriums war er aber weiterhin politisch aktiv. In diesem Zusammenhang sprach er oft auf Vorträgen über die Cherokee-Belange und die Entwicklung im Westen. Boudinot nahm einen großen Anteil an der letztendlichen Bildung des Staates Oklahoma Anfang des 20. Jahrhunderts. Viele Cherokee und andere der Fünf Zivilisierten Stämme hatten sich zuvor bemüht die Regierung dazu zu bringen, einen Staat zu gründen, welcher unter der Kontrolle von Indianern stehen würde. Am 27. September 1890 verstarb er im Alter von 55 Jahren in Fort Smith an der Ruhr. Sein Leichnam wurde dort auf dem Oak Grove Cemetery beigesetzt.

## Trivia
Der Historiker Richard White schrieb 2011 folgendes betreffend Boudinot und seiner Beteiligung am Eisenbahnbau:

„[He] became a willing tool of the Atlantic and Pacific Railroad....  If the competition were not so stiff, Boudinot might be ranked among the great scoundrels of the Gilded Age.“